# Mushmellow
«Mushmellow» — альтернативная рок-группа из Москвы, образованная в 2004 году в Запорожье. Основатель и солист — Алексей Журавель. Отличительной чертой стало западное звучание и полностью англоязычный репертуар, благодаря чему группа известна не только на постсоветском пространстве, но и за рубежом.

## История
Гитарист и вокалист «Mushmellow» Алексей Журавель долгое время жил в Сиэтле, где и начал сочинять песни и играть в местных альтернативных группах. После встречи с профессиональным аранжировщиком и гитаристом Михаилом Новиковым в 2004 году была основана группа «Mushmellow».
В феврале 2008 года группа подписала пятилетний контракт с украинским продюсером Юрием Фалёсой. После этого «Mushmellow» выпустили свой самый коммерчески успешный альбом «Hollow Memories», песни из которого стали самой узнаваемой частью репертуара группы. Все треки из «Hollow Memories» так или иначе связаны с темой любви, а сами музыканты определяют свой стиль как «Love alternative rock».
Кроме нового альбома группе принесла популярность съёмка в клипе на кавер-версию песни Britney Spears — «Toxic». В декабре 2010 года прошли съёмки клипа на сингл «Come Back Home», а 10 мая 2012 года вышел клип на песню «St Satan».
В скором времени группу ждал распад и многолетний инактив.
В начале 2017 года Алексей Журавель переехал в Россию, анонсировал возрождение группы и собрал новый состав в Москве. После многолетней паузы «Mushmellow» вернулись на площадки с долгожданным релизом. Песня «Rise» и одноимённое EP, выпущенные в конце 2017 года, стали визитной карточкой обновлённого состава. Среди участников группы появился известный басист Михаил «MiX» Петров, ранее покинувший группу «Слот». Стиль исполнения также претерпел заметные изменения — Алексей остался приверженцем альтернативного рока, однако звук в песнях стал заметно более тяжёлым и «гранжевым».
Новый именитый состав не закрепился: группа вновь ушла в инактив, а в 2021 вернулась в обновлённом составе. Возвращение ознаменовалось выходом нового полноценного альбома — «ORIGINS». В нём группа вернулась к истокам и более привычному звучанию. В начале 2023 года был записан клип на самую успешную песню из этого альбома — «Black&White».
В 2024 году группа продолжает заниматься творчеством, однако как сообщает сам Алексей Журавель, на текущий момент «Mushmellow» не является основным делом участников коллектива. Рассматривается возвращение к концертной деятельности.

## Текущий состав
- Алексей Журавель — вокал, гитара
- Илья Демин — гитара
- Александр Мзареули — барабаны
- Андрей Шолохов — бас

### Бывшие участники
- Стас Семилетов (Steven O’Connel) — гитара
- Михаил Новиков (Mike Nova) — гитара
- Денис Кузмичев — барабаны
- Владимир Ахременко (VSid) — барабаны
- Алексей Шаров — гитара; бас
- Ярослав Ваниосов — гитара
- Анатолий Шевченко — бас
- Игорь Сидоренко — барабаны
- Константин Матвиенко — бас
- Кирилл Волков — барабаны
- Роман Некуленко - гитара
- Глеб Процив — барабаны
- Тарас Балыка (Norton) — бас
- Иван Куринной (Ivan Kid) — бас
- Филипп Фатехов — барабаны
- Дмитрий Солод — гитара
- Михаил Петров (MiX) — бас

### Дискография
- 2008 — Hollow Memories
- 2017 — Rise (EP)
- 2019 — Rare Garage Days (compilation)
- 2021 — ORIGINS